# Hysterium elongatum
Hysterium elongatum är en svampart som beskrevs av Sacc. 1873. Hysterium elongatum ingår i släktet Hysterium och familjen Hysteriaceae.   Inga underarter finns listade i Catalogue of Life.